# Каплиця-ротонда (Меджибіж)
Каплиця-ротонда — католицька каплиця на місті давнього (нині не існує) католицького цвинтаря у селищі міського типу Меджибіж Хмельницької області. Пам'ятка архітектури України національного значення. Стан аварійний

## Опис споруди
Каплиця-ротонда входила до системи укріплень міста XVI-XVII ст. Кругла у плані. Має гладкі стіни, круглі вікна поставлені високо, схожі на амбразури. Оборонний характер ротонди пом'якшує прямокутний об'єм притвору, який із заходу декоровано пілястрами прикрашено трикутним фронтоном, перед яким далеко виступає край карнизу. З головним приміщенням його об'єднує профільований поясок, далеко винесений карниз, кругла та овальна ніші в поле фронтону і над проємом входу з арковою перемичкою.
У 1960-і роки кладовище розпланували під приватну забудову, тож споруда опинилась між двох обійсть.
Стан каплиці-ротонди аварійний.

## Галерея

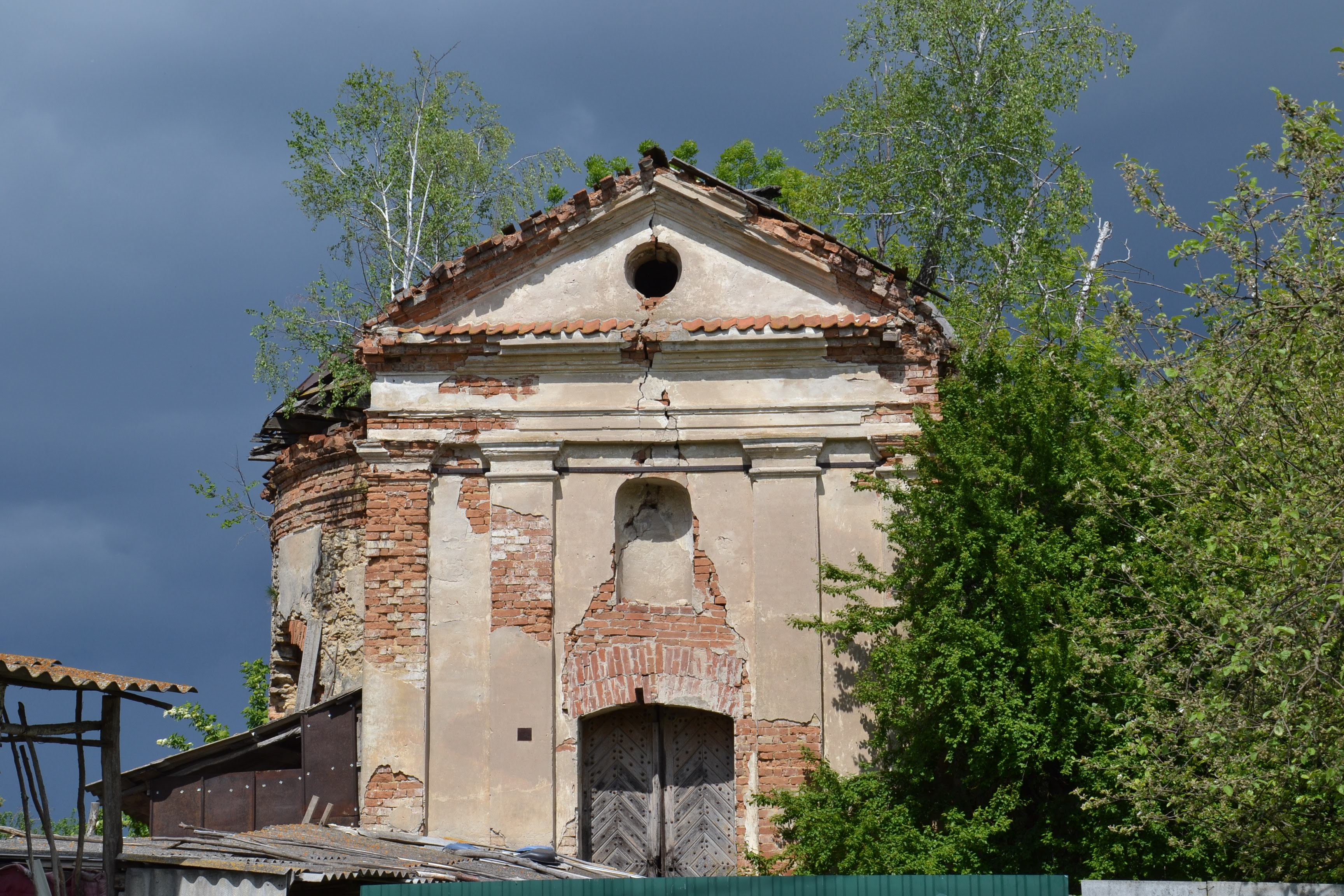
Каплиця-ротонда в Меджибожі (пам'ятка архітектури національного значення). Стан фасаду у 2020 р.
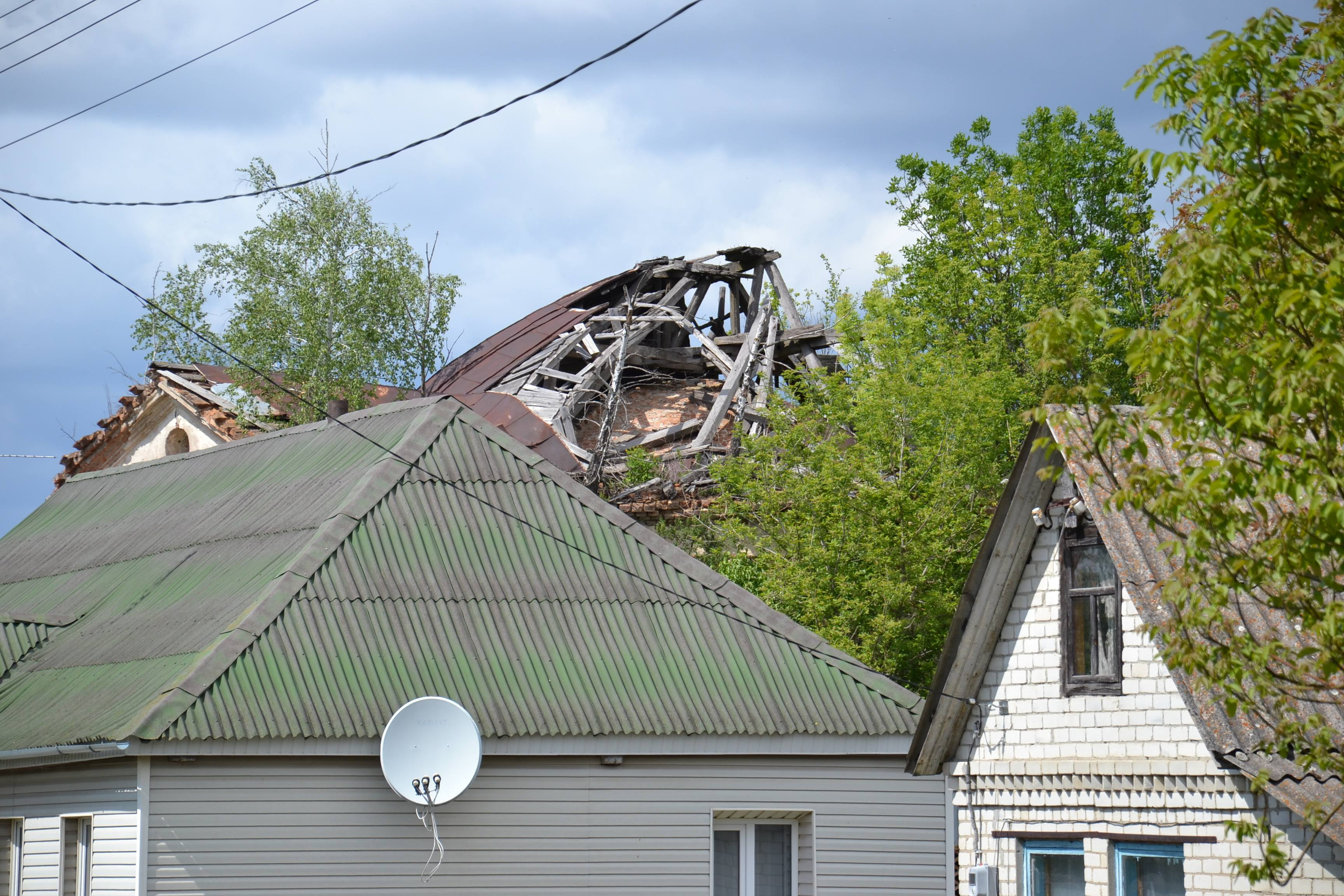
Каплиця-ротонда в Меджибожі (пам'ятка архітектури національного значення). Стан даху у 2020 р.
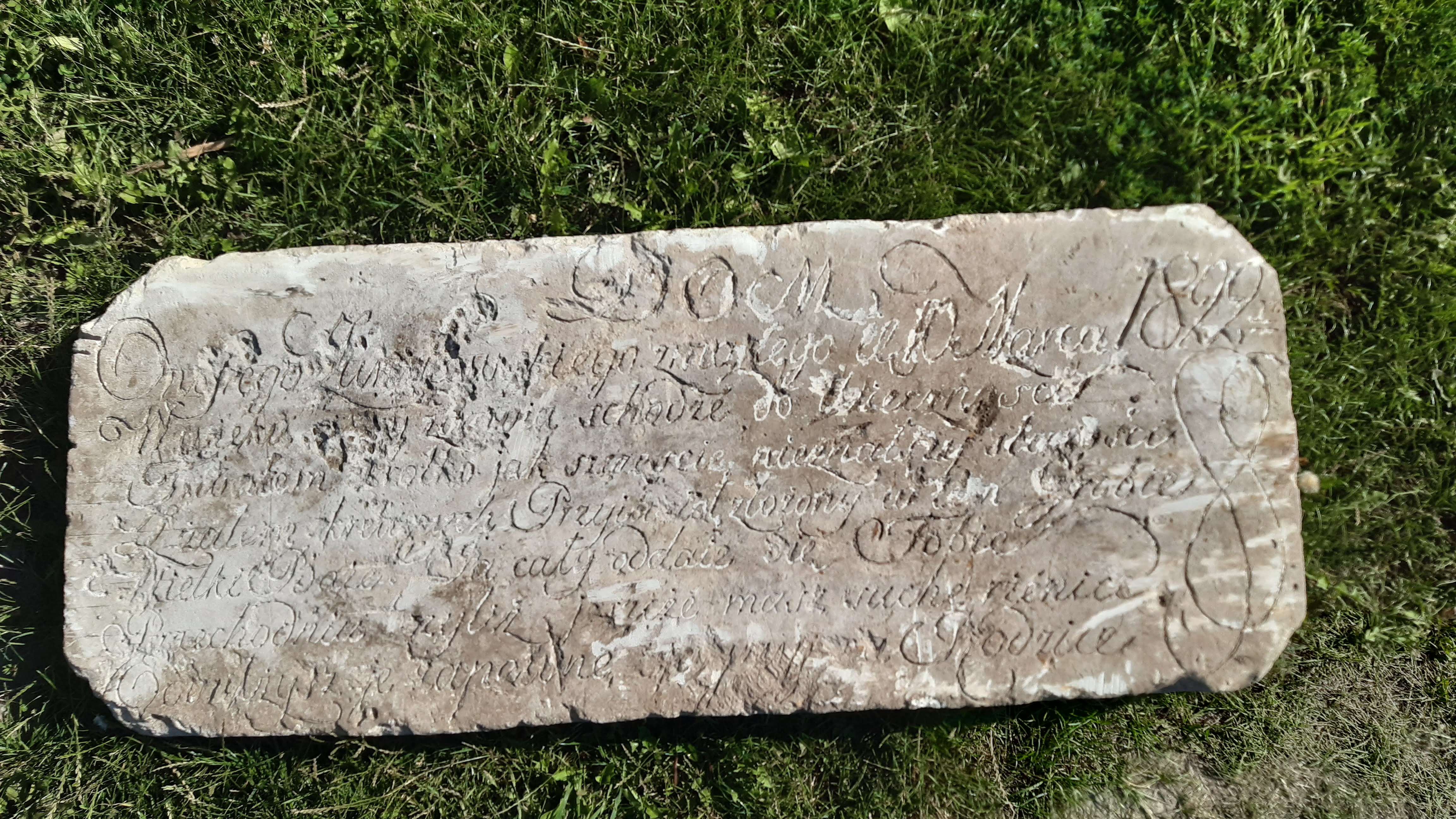
Епітафія Онуфрію Жураковському (помер 10 березня 1822 р.) з каплиці-ротонди на місці забудованого католицького цвинтаря в смт Меджибіж Хмельницької обл.